# 中国和平统一促进会
中国和平统一促进会（简称统促会、和统会）具有中华人民共和国半官方背景，是受中共中央统战部主管统一战线部门控制，宣稱支持中国统一的組織團體，于1988年9月22日在北京成立，在多个国家设有分会，作為中华人民共和国政府統戰海外华人「维护统一」的代理機構之一。1989年，旗下主办的综合性期刊《统一论坛》創刊。中共中央政治局常委、全国政协主席王滬寧担任会长；中共中央书记处书记、中央统战部部长石泰峰兼任执行副会长；副会长由全國政協副主席擔任。理事多为民主党派人士、黄埔军校同学会成員和一些海外华侨团体领袖，在中国境外的海外统促会一般由当地不同的华侨团体共同组建。2020年10月，美国国务院正式將該組織列為法定外国代表机构。

## 宗旨
高举爱国主义旗帜，团结一切拥护中国和平统一的海内外同胞，推动台湾海峡两岸的民间交流与往来，反对制造“台湾独立”、“两个中国”、“一中一台”等分裂中国的活动，促进早日实现中国和平统一。

## 組織列表

### 亞洲
| 名称                       | 成立时间   |
| -------------------------- | ---------- |
| 香港地区中国和平统一促进会 | 2000年1月  |
| 福州海峡两岸和平统一促进会 | 2000年8月  |
| 澳门地区中国和平统一促进会 | 2004年12月 |
| 浙江中国和平统一促进会     | 2008年6月  |
| 湖南中国和平统一促进会     | 2009年4月  |
| 中国和平统一促进会香港总会 | 2009年7月  |
| 安徽中国和平统一促进会     | 2009年8月  |
| 温州中国和平统一促进会     | 2011年3月  |
| 黑龙江中国和平统一促进会   | 2011年7月  |
| 河北中国和平统一促进会     | 2012年8月  |
| 广西中国和平统一促进会     | 2012年8月  |
| 广东中国和平统一促进会     | 2013年9月  |
| 贵州中国和平统一促进会     | 2013年11月 |
| 江西中国和平统一促进会     | 2014年1月  |
| 上海中国和平统一促进会     | 2017年9月  |

| 名称                             | 成立时间   | 地点 | 会长   |
| -------------------------------- | ---------- | ---- | ------ |
| 日本中国和平统一促进会           | 2000年     | 东京 | 陈福坡 |
| 泰国中国和平统一促进总会         | 2001年2月  | 曼谷 | 王志民 |
| 柬埔寨中国和平统一促进会         | 2001年4月  |      | 杨启秋 |
| 菲律宾中国和平统一促进会         | 2001年12月 |      | 戴宏达 |
| 韩华中国和平统一促进联合总会     | 2002年2月  |      | 韩晟昊 |
| 老挝中国和平统一促进会           | 2003年9月  |      | 张贵龙 |
| 马来西亚一中和平统一促进会       | 2003年12   |      | 古润金 |
| 全日本华侨华人中国和平统一促进会 | 2005年9月  |      |        |
| 印尼华人和平统一促进会           | 2007年3月  |      | 吴俊亮 |
| 泰国泰北中国和平统一促进会       | 2010年1月  |      | 马剑波 |
| 菲律宾中国和平统一促进会宿务分会 | 2010年12月 |      | 何安顿 |

### 北美洲
| 名称                               | 成立时间  | 地点                                            | 会长           |
| ---------------------------------- | --------- | ----------------------------------------------- | -------------- |
| 全美中国和平统一促进会联合会       | 2002年8月 | 华盛顿特区（2013年–） 伊州芝加哥（2002–2012年） | 关家澄         |
| 美國華盛頓中國和平統一促進會       | 1973年2月 | 華盛頓哥倫比亞特區                              | 郭能華         |
| 华盛顿特区中国和平统一促进会       |           |                                                 |                |
| 纽约中国和平统一促进会             |           |                                                 |                |
| 波士顿中国和平统一促进会和统会     |           |                                                 |                |
| 大波士顿地区中国和平统一促进会     |           |                                                 | 胡運照、梁利堂 |
| 新泽西中国和平统一促进会           |           |                                                 |                |
| 宾州中国和平统一促进会             |           |                                                 |                |
| 大费城中国和平统一促进会           |           |                                                 |                |
| 佛罗里达中国和平统一促进会         |           |                                                 |                |
| 大芝加哥地區中國和平統一促進會     | 1985年    | 伊利諾州芝加哥市                                | 李紅衛         |
| 休斯顿中国和平统一促进会           |           |                                                 |                |
| 得克萨斯州中国和平统一促进会       |           |                                                 |                |
| 德州达拉斯中国和平统一促进会       |           |                                                 |                |
| 旧金山湾区中国和平统一促进会促统会 |           |                                                 |                |
| 北加州中国和平统一促进会           |           |                                                 |                |
| 美西中国和平统一促进会             |           |                                                 |                |
| 美华友好促统会                     |           |                                                 |                |
| 加州首府中国和平统一促进会         |           |                                                 |                |
| 大凤凰城地区中国和平统一促进会     |           |                                                 |                |
| 拉斯维加斯中国和平统一促进会       | 2019年4月 | 內華達州拉斯维加斯                              | 顧雅文         |

| 名称                             | 成立时间 | 地点 | 会长 |
| -------------------------------- | -------- | ---- | ---- |
| 加拿大中国（友好）和平统一促进会 |          |      |      |
| 加拿大和平与发展交流协会         |          |      |      |
| 墨西哥中国和平统一促进会         |          |      |      |

### 非洲
| 名称                     | 成立时间      | 地点       | 会长   |
| ------------------------ | ------------- | ---------- | ------ |
| 全非洲中国和平统一促进会 | 2002年4月29日 | 约翰内斯堡 | 徐长斌 |

## 台灣和統會
1988年，陳映真創立中國統一聯盟。
1998年，梁肅戎在台灣發起臺灣海峽兩岸和平統一促進會。

## 爭議
2019年4月11日，中國和平統一促進會13日將邀請鼓吹武統的中國學者李毅擔任演讲人。中華民國內政部表示，移民署已撤銷李毅入境申請，將限令其出境。移民署也表示，李毅持觀光簽證入台，不得發表演說，已廢止李毅入境許可，限令11號出境。李毅一度銷聲匿跡，移民署人員12日晨在南投竹山某民宿查獲李毅後，隨即將他帶往桃園機場，強制遣返回出發地香港。李毅在登機前聲稱，他不知道促統遊行這件事，也沒有與「中國和平統一促進會」成員會面。
2020年10月28日，美国国务卿蓬佩奥表示已依法將中国和平统一促进会列为外国使团。中国外交部发言人汪文斌認為美方的作為毫无道理。
2022年5月15日，美国“拉斯维加斯中国和平统一促进会”前理事周文偉在加利福尼亞州橘郡拉古納伍茲市日内瓦長老會教堂犯下槍擊案，造成一死五傷。据初步調查其行爲系出於“政治動機”，因其對台灣不滿，以及長期抱有對台灣人的仇恨情緒。
2023年5月9日，大波士頓地區「中國和平統一促進會」共同會長梁利堂(Litang Henry Liang)因非法擔任外國政府代理人，違法監控反對中國政府的人士，遭聯邦調查局逮捕，被起訴密謀擔任外國政府代理人及在未告知司法部的情况下，出任外國政府代理人等兩項罪名。起訴書指出梁自2018年至2022年間，長期充當中國政府的代理人，監控當地反對中國政府的人士、組織，並向中方紐約領事館發送波士頓地區反共活動及集會人員的照片與名單。
2023年5月15日，曾担任得克萨斯州中国和平统一促进会会长的梁成运，被江苏省苏州市中级人民法院以间谍罪判处无期徒刑，剥夺政治权利终身，并没收个人财产五十万元。
2024年7月26、27日，人生肥宅x尊在放火直播台惡搞時，公然宣布支持統促會、統促黨。
2024年8月，一位中国网民“张教官”拍摄视频指控巴黎长荣桂冠酒店拒绝悬挂中国国旗（五星红旗），引发中国大陆网络热议和抵制。但事件中该网民主动披露了“法国中国和平统一促进会”对其视频的审核材料，“法国和统会”在事后联合多家有中国大陆官方背景的侨团及协会对酒店行为发声谴责，有意见因此认为有官方运作之嫌。 
2025年3月26日，曾担任外交兼通讯部长和国会议长萊士雅丁举办新闻发布会上表示，他在接收到一个视频后，已向警方举报一个未径注册但长期宣传影响国家安全内容的非政府组织中国和平统一促进会，在马来西亚传播共产主义意识形态。